# Joaquín Reyes Chávez
Joaquín Reyes Chávez (Torreón, Coahuila, México; 20 de febrero de 1978) es un exfutbolista mexicano, jugaba en la posición de mediocampista y su último equipo fue el Club Celaya.

## Trayectoria
Joaquín Reyes debutó en Primera División el sábado 29 de julio de 2000 en la primera jornada del Torneo Invierno 2000 contra Puebla en el Estadio Cuauhtémoc, habiéndolo debutado el técnico Fernando Quirarte. Ese día perdió Santos Laguna por dos goles a uno.
Fue parte importante del plantel santista que conquistó el segundo título en la historia del club en el Verano 2001, actuación que le abrió la posibilidad de ser seleccionado nacional, participando en importantes competencias como Copa Confederaciones 2001, Copa América 2001 (Subcampeón) y Copa de Oro de la Concacaf 2002.
También tuvo participaciones internacionales a nivel de clubes como la Copa Merconorte 2001 y en 2004 destacó en el gran paso del equipo lagunero llegando a octavos de final de la Copa Libertadores.
Después de salir del Santos, Reyes continuamente paso de equipo a equipo en la Liga de Ascenso de México y al no poder adaptarse a ningún equipo terminó por retirarse en el 2011.
En el 2012 se le fue reconocido como "Guerrero de Honor", reconocimiento que se les da a los mejores futbolistas en la historia del Santos Laguna.
| R.S. Zacatecas · México |               |               |     |    |   |    |    |     |     |    |
| 2ª | 1999-00       | 28            | 3   | -  | - | -  | -  | 28  | 3   |    |
| Total club | Total club    | 28            | 3   | -  | - | -  | -  | 28  | 3   |    |
| C. Santos Laguna · México |               |               |     |    |   |    |    |     |     |    |
| 1ª | 2000-01       | 42            | 3   | -  | - | -  | -  | 42  | 3   |    |
| 1ª | 2001-02       | 35            | 4   | -  | - | 6  | 0  | 41  | 4   |    |
| 1ª | 2002-03       | 36            | 2   | -  | - | 4  | 0  | 40  | 2   |    |
| 1ª | 2003-04       | 23            | 1   | 4  | 0 | 2  | 0  | 29  | 1   |    |
| 1ª | 2006-07       | 7             | 0   | -  | - | -  | -  | 7   | 0   |    |
| Total club | Total club    | 143           | 10  | 4  | 0 | 12 | 0  | 159 | 10  |    |
| C.D. Veracruz · México |               |               |     |    |   |    |    |     |     |    |
| 1ª | 2004-05       | 25            | 0   | -  | - | -  | -  | 25  | 0   |    |
| 1ª | 2005-06       | 8             | 0   | 1  | 0 | -  | -  | 9   | 0   |    |
| Total club | Total club    | 33            | 0   | 1  | 0 | -  | -  | 34  | 1   |    |
| Alacranes de Durango · México |               |               |     |    |   |    |    |     |     |    |
| 2ª | 2007          | 7             | 0   | -  | - | -  | -  | 7   | 0   |    |
| Total club | Total club    | 7             | 0   | -  | - | -  | -  | 7   | 0   |    |
| Club León · México |               |               |     |    |   |    |    |     |     |    |
| 2ª | 2009          | 1             | 0   | -  | - | -  | -  | 1   | 0   |    |
| 2ª | 2010-11       | 12            | 0   | -  | - | -  | -  | 12  | 0   |    |
| Total club | Total club    | 13            | 0   | -  | - | -  | -  | 13  | 0   |    |
| Puebla F.C. · México |               |               |     |    |   |    |    |     |     |    |
| 1ª | 2009          | 1             | 0   | -  | - | -  | -  | 1   | 0   |    |
| Total club | Total club    | 1             | 0   | -  | - | -  | -  | 1   | 0   |    |
| Lobos B.U.A.P. · México |               |               |     |    |   |    |    |     |     |    |
| 2ª | 2010          | 16            | 1   | -  | - | -  | -  | 16  | 1   |    |
| Total club | Total club    | 16            | 1   | -  | - | -  | -  | 16  | 1   |    |
| Celaya F.C. · México |               |               |     |    |   |    |    |     |     |    |
| 2ª | 2011          | 2             | 0   | -  | - | -  | -  | 2   | 0   |    |
| Total club | Total club    | 2             | 0   | -  | - | -  | -  | 2   | 0   |    |
| Total carrera | Total carrera | Total carrera | 243 | 14 | 5 | 0  | 12 | 0   | 260 | 14 |
| (1)Incluye datos de la Copa México e InterLiga (2004 y 2006). (2)Incluye datos de la Copa Campeones CONCACAF (2002), Copa Merconorte (2001) y Copa Libertadores (2004). |               |               |     |    |   |    |    |     |     |    |

### Selección nacional
| Selección  | Año        | Amistosos | Amistosos | Eliminatorias | Eliminatorias | Mundial | Mundial | Copa Oro | Copa Oro | Copa América | Copa América | Copa Confederaciones | Copa Confederaciones | Total | Total |
| Selección  | Año        | Part.     | Goles     | Part.         | Goles         | Part.   | Goles   | Part.    | Goles    | Part.        | Goles        | Part.                | Goles                | Part. | Goles |
| ---------- | ---------- | --------- | --------- | ------------- | ------------- | ------- | ------- | -------- | -------- | ------------ | ------------ | -------------------- | -------------------- | ----- | ----- |
| México     |            |           |           |               |               |         |         |          |          |              |              |                      |                      |       |       |
| 2001       | -          | -         | -         | -             | -             | -       | -       | -        | 1        | 0            | 2            | 0                    | 3                    | 0     |       |
| 2002       | -          | -         | -         | -             | -             | -       | 3       | 0        | -        | -            | -            | -                    | 3                    | 0     |       |
| Total club | Total club | -         | -         | -             | -             | -       | -       | 3        | 0        | 1            | 0            | 2                    | 0                    | 6     | 0     |

## Selección nacional

### Participaciones en fases finales
| Competición                    | Categoría | Sede                  | Resultado        | Partidos |
| ------------------------------ | --------- | --------------------- | ---------------- | -------- |
| Copa FIFA Confederaciones 2001 | Absoluta  | Corea del Sur y Japón | Primera fase     | 2        |
| Copa América 2001              | Absoluta  | Colombia              | Subcampeón       | 1        |
| Copa Oro CONCACAF 2002         | Absoluta  | Estados Unidos        | Cuartos de final | 3        |
| Total                          | –         | –                     | –                | 6        |

### Partidos internacionales
| # | Fecha               | Rival         | Sede             | Estadio                           | Resultado | Competición                    |
| - | ------------------- | ------------- | ---------------- | --------------------------------- | --------- | ------------------------------ |
| 1 | 30 de mayo de 2001  | Australia     | Suwon            | Estadio Mundialista de Suwon      | 0 - 2     | Copa FIFA Confederaciones 2001 |
| 2 | 3 de junio de 2001  | Francia       | Ulsan            | Estadio Mundialista de Ulsan      | 0 - 4     | Copa FIFA Confederaciones 2001 |
| 3 | 18 de julio de 2001 | Perú          | Santiago de Cali | Estadio Olímpico Pascual Guerrero | 0 - 0     | Copa América 2001              |
| 4 | 19 de enero de 2002 | El Salvador   | Pasadena         | Estadio Rose Bowl                 | 1 - 0     | Copa Oro 2002                  |
| 5 | 21 de enero de 2002 | Guatemala     | Pasadena         | Estadio Rose Bowl                 | 3 - 0     | Copa Oro 2002                  |
| 6 | 26 de enero de 2002 | Corea del Sur | Pasadena         | Estadio Rose Bowl                 | 0 - 0     | Copa Oro 2002                  |

## Palmarés
| Título                     | Club          | País   | Año  |
| -------------------------- | ------------- | ------ | ---- |
| Primera División de México | Santos Laguna | México | 2001 |
| InterLiga                  | Santos Laguna | México | 2004 |